# Macrobrachium therezieni
Macrobrachium therezieni är en kräftdjursart som beskrevs av Lipke Bijdeley Holthuis 1965. Macrobrachium therezieni ingår i släktet Macrobrachium och familjen Palaemonidae. Inga underarter finns listade i Catalogue of Life.